# Tóth Gergely Csaba
Tóth Gergely Csaba (Budapest, 1992. május 2. –) labdarúgó, középpályás, jelenleg a Vác játékosa, de megfordult korábban a Pénzügyőrben, az MTK-nál, valamint az Újpest korosztályos csapataiban.

## Pályafutása
2013-ban ötéves szerződést kötött a Váccal.

## Külső hivatkozások
- Adatlapja az MLSZ hivatalos weboldalán (magyarul)
- Adatlapja a transfermarkt weboldalán (angolul)